# Hit Him Again
Hit Him Again è un cortometraggio muto del 1918 diretto da Gilbert Pratt e interpretato Harold Lloyd.

## Produzione
Il film fu prodotto da Hal Roach per la Rolin Films. Venne girato dal 21 novembre al 1º dicembre 1917.

## Distribuzione
Distribuito dalla Pathé Exchange, il film - un cortometraggio in una bobina - uscì nelle sale cinematografiche USA il 17 febbraio 1918.
La pellicola viene considerata presumibilmente perduta.